# Huelga de Pinos Altos
La Huelga de Pinos Altos, fue una huelga laboral en Pinos Altos, Chihuahua, México, estallando el 21 de enero de 1883 en contra de la Compañía Minera de Pinos Altos.  También es considerado como un movimiento precursor de la Revolución Mexicana.[cita requerida]

## Antecedentes
La población de Pinos Altos surgió como consecuencia del descubrimiento de sus yacimientos minerales, principalmente de oro y plata, que pronto se convirtieron en uno de los más productivos de México, siguiendo la política de desarrollo económico propiciada por el gobierno de Porfirio Díaz basada en las inversiones extranjeras, la concesión para la explotación de la mina de Pinos Altos fue otorgada a la Corona británica.
Los mineros de esta compañía fueron objeto de constantes vejaciones y malos tratos a manos de sus capataces -trato común en el Porfiriato- Se cree que el empresario John Buchman Hepburn había enviado instrucciones para que los sueldos de 50 centavos diarios que recibían los mineros se les pagaran quincenalmente, la mitad en moneda circulante y el resto en vales para la tienda de Raya. Esto sucedió bajo el gobierno de Mariano Samaniego como gobernador de Chihuahua.

## La huelga minera de 1883
Los mineros exigieron el pago semanal de sus salarios, pero la directiva se negó, por lo que aumentó el descontento y la tensión entre ambos. El 20 de enero de 1883 estalló la violencia durante el transcurso de una fiesta; un obrero y un guardia murieron en un duelo, lo que originó la represión general. El juez local al mando de doce hombres armados disparó contra los trabajadores reunidos y dio muerte a uno de ellos. Esta acción indignó al pueblo minero, por lo que John Buchman Hepburn trató de hablar con los proletarios desde el balcón de un hotel, pero fue herido de muerte por un disparo.
Posteriormente las tropas al mando del coronel Carlos Conant declararon el estado de sitio, proclamaron la ley marcial y establecieron un consejo de guerra que al mismo día juzgó y sentenció a muerte a varios trabajadores bajo los cargos de asesinato, lesiones, sedición, daño en propiedad ajena y conato de incendio.
El fusilamiento de los obreros de Pinos Altos sucedió tres años antes que las ejecuciones de los huelguistas de Chicago.